# Пригорье (Смоленская область)
Пригорье — деревня в Рославльском районе Смоленской области России. Входит в состав Пригорьевского сельского поселения. Население — 241 житель (2007 год). 
Расположена в южной части области в 21 км к юго-востоку от Рославля, в 5 км северо-восточнее автодороги А141 Орёл — Витебск. В 31 км юго-западнее деревни расположена железнодорожная станция Пригорье на линии Рославль — Брянск.
Деревня расположена в юго-восточной части Смоленской области, в 7 км от её границы с Брянской областью, на реке Вороница (приток реки Ипуть), в 24 км от районного центра г. Рославля. В 2 км от автотрассы А141.

## История
В начале 19 века была сооружена кирпичная церковь Богоявления в стиле позднего классицизма.
В годы Великой Отечественной войны деревня была оккупирована гитлеровскими войсками в августе 1941 года, освобождена в сентябре 1943 года.